# Neuroacantocitose
Neuroacantocitose é um rótulo aplicado a várias condições neurológicas genéticas nas quais o sangue contém hemácias deformadas e espiculadas chamadas acantócitos.
As principais síndromes de neuroacantocitose, nas quais os acantócitos são uma característica típica, são a  coreia-acantocitose e a síndrome de McLeod. Os acantócitos são vistos com menos frequência em outras condições, incluindo a síndrome semelhante à doença de Huntington tipo 2 (HDL2) e a neurodegeneração associada a pantotenato quinase (PKAN).
As síndromes de neuroacantocitose são causadas por uma série de mutações genéticas e produzem uma variedade de características clínicas, mas produzem principalmente neurodegeneração do cérebro, especificamente dos núcleos da base.
As doenças são hereditárias, mas raras.

## Acantócitos

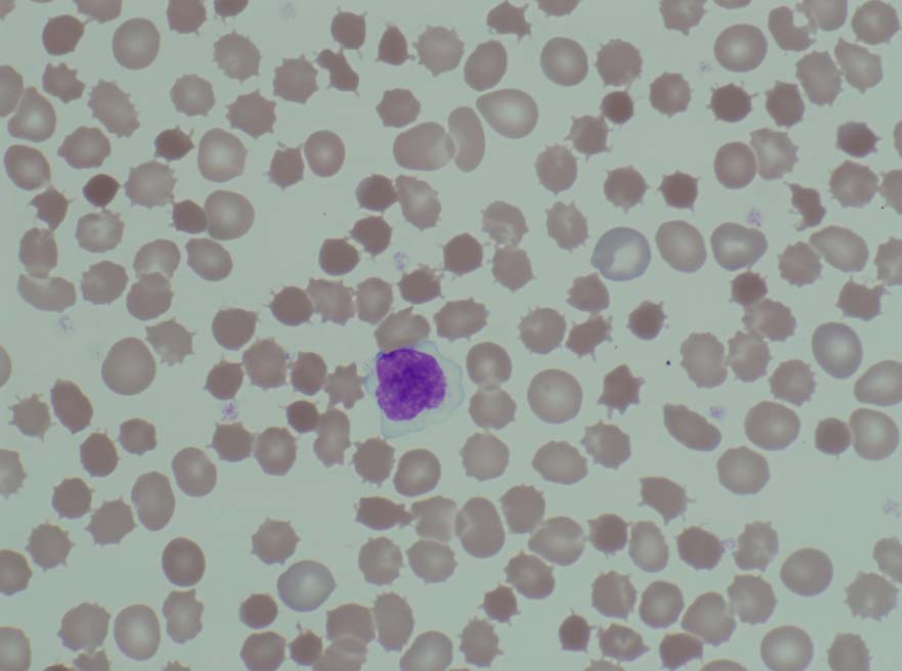
Acantocitose em um paciente com Síndrome de Bassen-Kornzweig.

A marca registrada das síndromes de neuroacantocitose é a presença de acantócitos no sangue periférico. A palavra acanthocytosis (acantocitose) tem origem na palavra grega acantha, que significa espinho. Os acantócitos são hemácias espiculadas e podem ser causadas por uma distribuição alterada dos lipídios da membrana ou por anormalidades na proteína/esqueleto da membrana. Na neuroacantocitose, os acantócitos são causados por anormalidades na proteína, mas não na membrana lipídica.

## Sinais e sintomas
As principais síndromes de neuroacantocitose são a coreia-acantocitose e a síndrome de McLeod. Os acantócitos estão quase sempre presentes nessas condições e elas compartilham características clínicas comuns. Algumas dessas características também são observadas em outras síndromes neurológicas associadas à neuroacantocitose.
Uma característica comum das principais síndromes é a coreia: movimentos involuntários semelhantes a uma dança. Na neuroacantocitose, isso é particularmente proeminente na face e na boca, o que pode causar dificuldades na fala e na alimentação. Esses movimentos geralmente são abruptos e irregulares e ocorrem tanto durante o repouso quanto durante o sono.
Os indivíduos com neuroacantocitose também costumam apresentar parkinsonismo, a lentidão descontrolada dos movimentos, e distonia, posturas corporais anormais. Muitos indivíduos afetados também apresentam comprometimento cognitivo (intelectual) e sintomas psiquiátricos, como ansiedade, paranoia, depressão, comportamento obsessivo e instabilidade emocional acentuada. As convulsões também podem ser um sintoma da neuroacantocitose.
O início difere entre as síndromes de neuroacantocitose individuais, mas geralmente ocorre entre 20 e 40 anos de idade. Os indivíduos afetados geralmente vivem de 10 a 20 anos após o início.

## Principais síndromes de neuroacantocitose

### Coreia-acantocitose
| Coreia-acantocitose | VPS13A (gene CHAC)      | Autossômico recessivo |
| Síndrome de McLeod  | Gene XK no cromossomo X | Ligado ao X recessivo |

A coreia-acantocitose é um distúrbio autossômico recessivo causado por mutações no gene VPS13A, também chamado CHAC, no cromossomo 9q21. O gene codifica a proteína VPS13A [en], também conhecida como chorein. A função da proteína é desconhecida.
A coreia-acantocitose é caracterizada por distonia, coreia e alterações cognitivas, comportamentais e convulsões progressivas. De forma surpreendente, muitas pessoas com coreia-acantocitose mordem incontrolavelmente a língua, os lábios e a parte interna da boca. Também são observadas anormalidades no movimento dos olhos.
Há cerca de 500 a 1.000 casos de coreia-acantocitose em todo o mundo e ela não é específica de nenhum grupo étnico em particular.

### Síndrome de McLeod
A síndrome de McLeod é um distúrbio recessivo ligado ao X causado por mutações no gene XK que codifica o antígeno do grupo sanguíneo Kx, um dos antígenos Kell.
Como as outras síndromes de neuroacantocitose, a síndrome de McLeod causa distúrbios de movimento, comprometimento cognitivo e sintomas psiquiátricos. As características específicas da síndrome de McLeod são problemas cardíacos, como arritmia e cardiomiopatia dilatada (coração aumentado).
A síndrome de McLeod é muito rara. Há aproximadamente 150 casos da síndrome de McLeod em todo o mundo. Devido ao seu modo de herança ligado ao X, ela é muito mais prevalente em homens.

## Outras condições neurológicas que causam acantocitose
Muitas outras condições neurológicas estão associadas à acantocitose, mas não são consideradas as principais síndromes de acantocitose. As mais comuns são:
- Neurodegeneração associada a pantotenato quinase, uma condição autossômica recessiva causada por mutações no gene PANK2 [en].

- Síndrome semelhante à doença de Huntington tipo 2, uma condição autossômica dominante causada por mutações no gene JPH3 [en] que se assemelha muito à doença de Huntington.

- Síndrome de Bassen-Kornzweig.

- Síndrome de Levine-Critchley.

- Distúrbios do movimento paroxístico associados a mutações no GLUT 1.[2]

- Acantocitose familiar com discinesias paroxísticas induzidas por esforço e epilepsia (FAPED).[2]

- Alguns casos de doença mitocondrial [en].[2]

## Gerenciamento
Atualmente, nenhum tratamento retarda a neurodegeneração em nenhum dos distúrbios da neuroacantocitose. Os medicamentos podem ser administrados para diminuir os movimentos involuntários produzidos por essas síndromes. Os antipsicóticos são usados para bloquear a dopamina, os anticonvulsivos tratam as convulsões e as injeções de toxina botulínica podem controlar a distonia. Os pacientes geralmente recebem terapias de fala, ocupacional e fisioterapia para ajudar com as complicações associadas ao movimento. Às vezes, os médicos prescrevem antidepressivos para os problemas psicológicos que acompanham a neuroacantocitose. Foi relatado algum sucesso com a estimulação cerebral profunda.
Protetores bucais e outros dispositivos de proteção física podem ser úteis na prevenção de danos aos lábios e à língua devido à coreia orofacial e à distonia típica da coreia-acantocitose.

## História
A neuroacantocitose foi identificada pela primeira vez em 1950 como doença de Bassen-Kornzweig, ou Síndrome de Bassen-Kornzweig, um distúrbio raro, autossômico recessivo, de início na infância, no qual o corpo não produz quilomícrons, lipoproteína de baixa densidade (LDL) e lipoproteína de densidade muito baixa (VLDL). Os sintomas incluem ataxia, neuropatia periférica, retinite pigmentosa e outras formas de disfunção nervosa. A doença foi observada pela primeira vez pelo médico norte-americano Frank Bassen [en], que mais tarde se associou ao oftalmologista  Abraham Kornzweig para identificar e descrever as causas e os sintomas da doença. As crianças afetadas parecem normais ao nascer, mas geralmente não conseguem se desenvolver durante o primeiro ano de vida.
Uma segunda forma de neuroacantocitose, a síndrome de Levine-Critchley, foi descoberta pelo internista americano Irvine M. Levine [en] em 1960 e relatada na Neurology em 1964 e novamente em 1968. Posteriormente, sintomas semelhantes foram identificados e descritos pelo neurologista britânico MacDonald Critchley em 1968. Em ambos os casos, os médicos descreveram uma síndrome hereditária que combinava acantocitose com peculiaridades neurológicas, mas lipoproteína sérica normal. Os sintomas específicos incluíam tiques, caretas, distúrbios de movimento, dificuldade para engolir, coordenação deficiente, hiporreflexia, coreia e convulsões. Os pacientes frequentemente mutilavam a língua, os lábios e as bochechas. As doenças apareciam em ambos os sexos e geralmente eram diagnosticadas na infância.

## Pesquisa
Pesquisas estão sendo realizadas em todo o mundo para aumentar a compreensão científica desses distúrbios, bem como para identificar métodos de prevenção e tratamento. As mutações genéticas conhecidas fornecem uma base para o estudo de algumas das condições.